# Anthony LaPaglia
Anthony M. LaPaglia (født 31. januar 1959) er en australsk skuespiller. Han debuterede som skuespiller i filmen Cold Steel i 1987 og to år senere var han med i filmen Slaves of New York.
Han er kendt for sin Golden Globe-vindende rolle som FBI-agenten Jack Malone i den amerikanske tv-serie Forsvundet sporløst, og for sin Emmy award-vindende portræt af Simon Moon i tv-serien Frasier.

## Filmografi
- Annabelle 2: Skabelsen (2017)